# Spider-Man (série de TV de 1967)
Spider-Man (bra/ptr: Homem-Aranha), é uma série canado-americana de super herói animada de televisão do ano de 1967 baseada no personagem homônimo, da Marvel Comics. Foi a primeira série do personagem, durou de 9 de setembro de 1967 à 14 de junho de 1970, produzida nos Estados Unidos e Canadá.
A série ganhou notoriedade após memes na internet serem feitos com uma cena do episódio 19 da primeira temporada, onde o Homem-Aranha estava perseguindo o vilão Mysterio, que estava disfarçado de Homem-Aranha, então ambos se apontam o dedo e dizem que um é o impostor, e vice versa. A cena foi replicada em Spider-Man: No Way Home e Spider-Man: Across the Spider-Verse. Em Spider-Man: Homecoming, o tema da série foi tocada na abertura da Marvel Studios como forma de homenagem. Em Homem-Aranha 2, uma mulher toca a música no meio da rua como uma referencia.

## Sinopse
A série girava em torno do adolescente Peter Parker, um estudante do ensino médio que consegue poderes de aranha após ser picado por uma aranha radioativa. Peter então decide combater o crime como super herói, após ter seu Tio Ben assassinado. Como Homem-Aranha, Parker arrisca a sua própria vida para o bem, lutando contra vilões como Doutor Octopus, Duende Verde, Mysterio e Electro. Parker trabalha no Clarim Diário vendendo fotos do Homem-Aranha para J J Jameson, porém Jameson considera o Homem-Aranha um criminoso e coloca o Homem-Aranha como um criminoso em seus jornais.